# Investidura presidencial de Álvaro Uribe en 2006
La Investidura presidencial de Álvaro Uribe de 2006, como el trigésimo primer Presidente de Colombia para un segundo mandato tuvo lugar el 7 de agosto de 2006; la Presidente del Senado Dilian Francisca Toro administró el juramento del cargo a las 15:30 PM.
Uribe se convirtió en el segundo presidente de Colombia en ser electo para un segundo mandato y el primero para un mandato consecutivo.

## Ceremonia
Álvaro Uribe salió de la Casa de Nariño a las 15:30 PM. en compañía de su esposa Lina, sus hijos Tomas y Jerónimo, Francisco Santos y su esposa María Victoria escoltados por los Generales de las Fuerzas Militares, el Estado Mayor Conjunto, el Ejército Nacional, la Armada Nacional, la Fuerza Aérea y la Policía Nacional. Uribe recibió el juramento y la banda de parte de la presidente del Senado Dilian Francisca Toro y enseguida Uribe administro el juramento a Santos como vicepresidente, quince salvas fueron disparadas desde por el Batallón Guardia Presidencial desde el Puente de Boyacá para saludar al nuevo presidente y Uribe continuo con su discurso inaugural.

## Invitados a la toma de posesión de Álvaro Uribe Vélez (2006)

### Jefes de Estado y de Gobierno
- Óscar Arias, presidente de Costa Rica
- Michelle Bachelet, presidenta de Chile
- Alfredo Palacio, presidente de Ecuador
- Leonel Fernández, presidente de la República Dominicana
- Nicanor Duarte, presidente de Paraguay
- Alan García, presidente de Perú
- Martín Torrijos, presidente de Panamá

### Vicepresidentes y representantes
- Daniel Scioli, vicepresidente de Argentina
- Rodolfo Nin Novoa, vicepresidente de Uruguay
- José Vicente Rangel, vicepresidente de Venezuela (en representación de Hugo Chávez)

### Representantes de países
- Felipe de Borbón, Príncipe de Asturias (en representación de España)

### Representantes de organismos internacionales
- Josep Borrell, presidente del Parlamento Europeo[4]